# Tabanus exclusus
Tabanus exclusus är en tvåvingeart som beskrevs av Pandelle 1883. Tabanus exclusus ingår i släktet Tabanus och familjen bromsar. Inga underarter finns listade i Catalogue of Life.